# Халха (регіон)

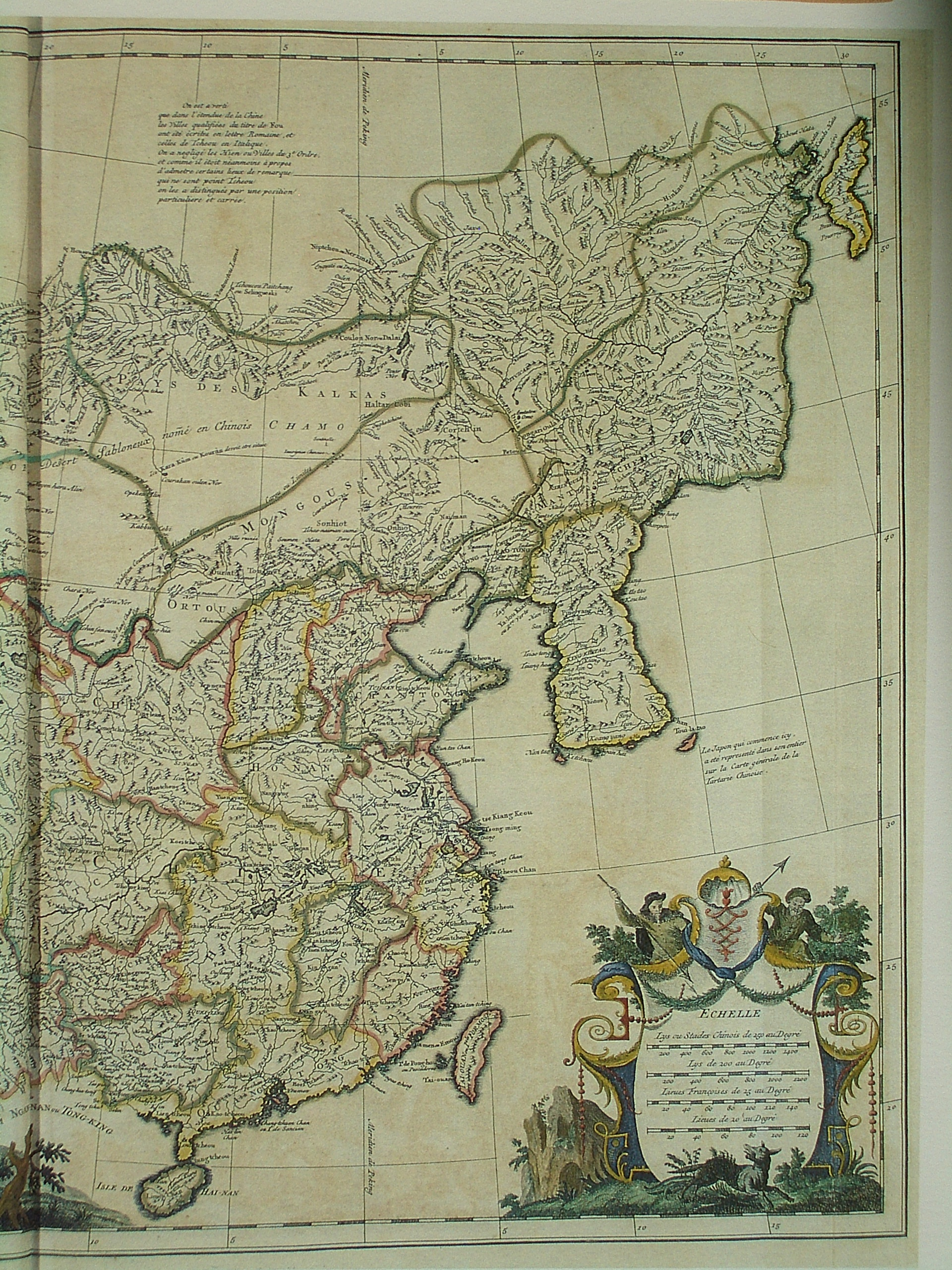
Карта Китаю і Татарії. Згори ліворуч позначені території халхів

Ха́лха (монг. Халх, «щит») — історичний регіон в Монголії. Місце проживання халха-монголів.